# Grant Wood
Grant DeVolson Wood (Anamosa, Iowa; 13 de febrer de 1891 - Iowa City, Iowa; 12 de febrer de 1942) va ser un pintor estatunidenc circumscrit al regionalisme americà. Se'l coneix sobretot per les seves pintures representant el Mitjà Oest rural estatunidenc d'entreguerres. És particularment conegut per la pintura Gòtic americà (títol original en anglès: American Gothic) de l'any 1930, que ha esdevingut un exemple icònic de l'art americà de principis de la dècada del 1920.

## Biografia
Va néixer en una família La seva família rural d'Iowa, a l'est d'Anamosa, el 1891, de Hattie DeEtte Wood i Francis Maryville Wood. La família es va traslladar a Cedar Rapids després que el pare morís el 1901. Molt aviat va començar a treballar com a aprenent en una metal·listeria local. Després de graduar-se a la Washington High School, Wood va ingressar en una escola d'art de Minneapolis el 1910, i va tornar un any més tard per a ensenyar en una escola d'una sola habitació. El 1913 va entrar a l'Institut d'Art de Chicago i va fer algun treball com treballant la plata. Va servir en l'exèrcit com a pintor de camuflatge.

## Trajectòria
Del 1919 al 1925, Wood va ensenyar art a estudiants de secundària d'instituts públics de Cedar Rapids. Aquesta feina va proporcionar estabilitat financera i el seu caràcter estacional li va permetre fer viatges d'estiu a Europa per estudiar art. A més, va agafar una excedència per al curs 1923-1924 per poder passar un any sencer estudiant a Europa.
Des de 1920 fins a 1928 va fer quatre viatges a Europa, on va estudiar molts estils de pintura, especialment l'impressionisme. Però va ser l'obra de Jan van Eyck la que li va influir per a adquirir la claredat d'aquesta nova tècnica i incorporar-la a les seves noves obres. Des de 1924 fins a 1935 Wood va viure en la planta alta d'un garatge que ell va convertir en el seu estudi personal al "5 Turner Alley" (el taller no va tenir direcció fins que Wood va fer una ell mateix). El 1932, Wood va ajudar a fundar la Stone City Art Colony prop de la seva ciutat natal per a ajudar als artistes durant la Gran Depressió. Es va convertir en un gran defensor del regionalisme dins el món de les arts, donant conferències per tot el país sobre aquest tema. En el viatge de 1928 a Múnic va supervisar la fabricació dels vitralls que havia dissenyat per a un edifici commemoratiu dels veterans a Cedar Rapids.
Wood va ensenyar pintura a l'Escola d'Art de la Universitat d'Iowa des de 1934, la qual cosa el va portar a traslladar-se a Iowa City. Durant aquest temps, va supervisar projectes de pintura mural, va tutelar a estudiants, va produir una varietat d'obres pròpies, i es va convertir en peça clau de la comunitat cultural de la Universitat.

## Vida personal
De 1935 a 1938, Wood es va casar amb Sara Sherman Maxon. Els amics van considerar que el matrimoni havia estat un error per a Wood. Es creu que Wood era un homosexual a l'armari i que va haver-hi un intent per part d'un col·lega sènior, Lester Longman, que l'acomiadessin tant per motius morals com pel seu defensa del regionalisme. L'administració de la universitat va desestimar les acusacions i Wood hauria continuat com a professor si no fos pels seus creixents problemes de salut.

## Llegat

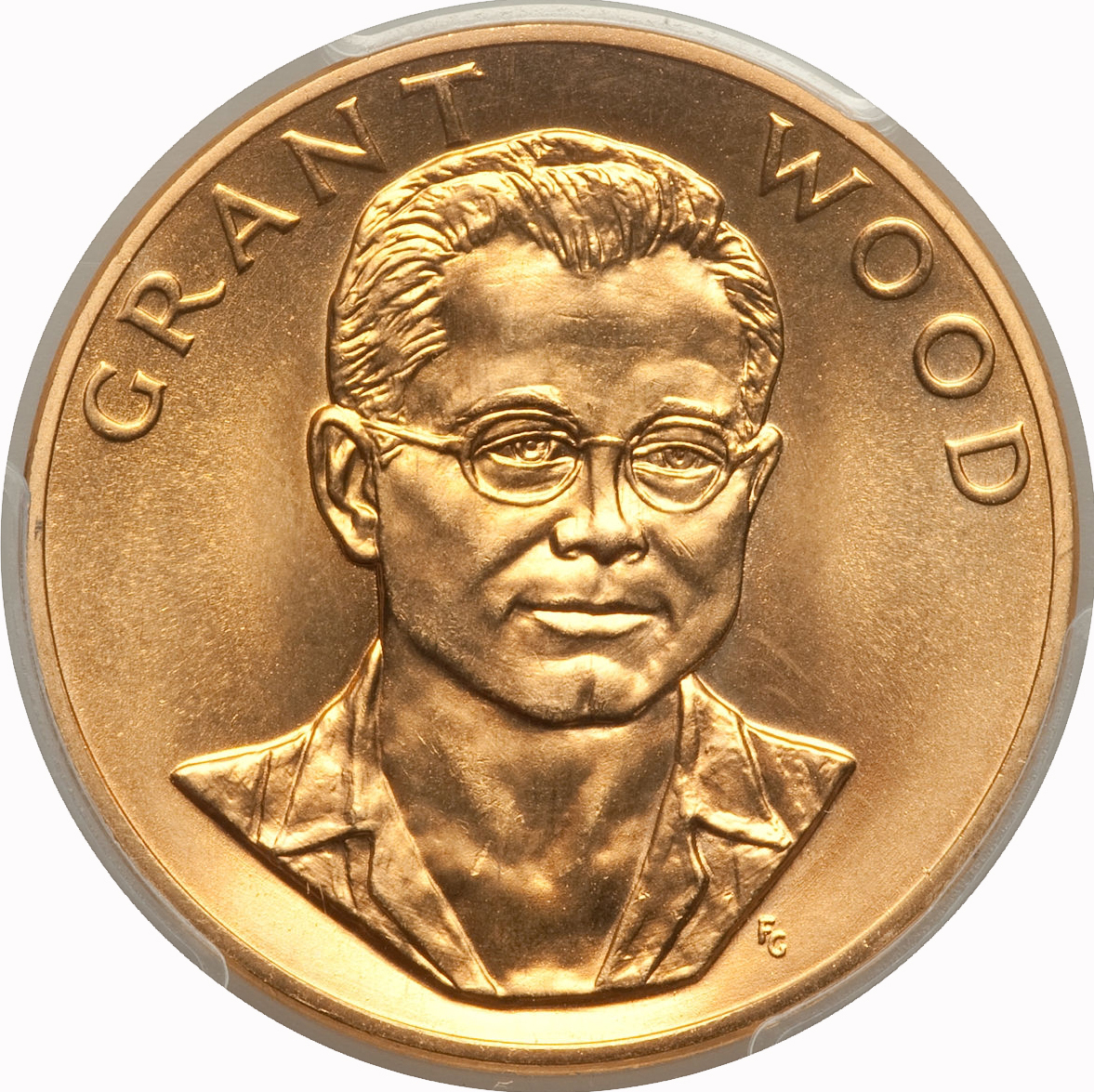
Medalló d'or de 1980 de la sèrie commemorativa de les arts americanes de Grant Wood d'una unça

El dia abans del seu 51è aniversari, Wood va morir a l'hospital universitari d'Iowa City de càncer de pàncrees. Està enterrat al cementiri de Riverside, Anamosa, Iowa.
Quan Wood va morir, els seus béns van anar a parar a la seva germana, Nan Wood Graham, la dona retratada al Gòtic americà. Quan aquesta va morir el 1990, la seva finca, juntament amb els efectes personals de Wood i diverses obres d'art, van passar a ser propietat del Figge Art Museum de Davenport, a Iowa.
El Vaixell de la Llibertat de la Segona Guerra Mundial va ser nomenat SS Grant Wood en el seu honor.
El 2009, Grant va rebre el premi Iowa, el màxim honor ciutadà de l'estat.
Grant Wood Area Education Agency, una de les nou agències regionals d'educació de l'àrea d'Iowa establertes el 1974, que serveix l'est d'Iowa, va rebre el seu nom.

## La seva obra

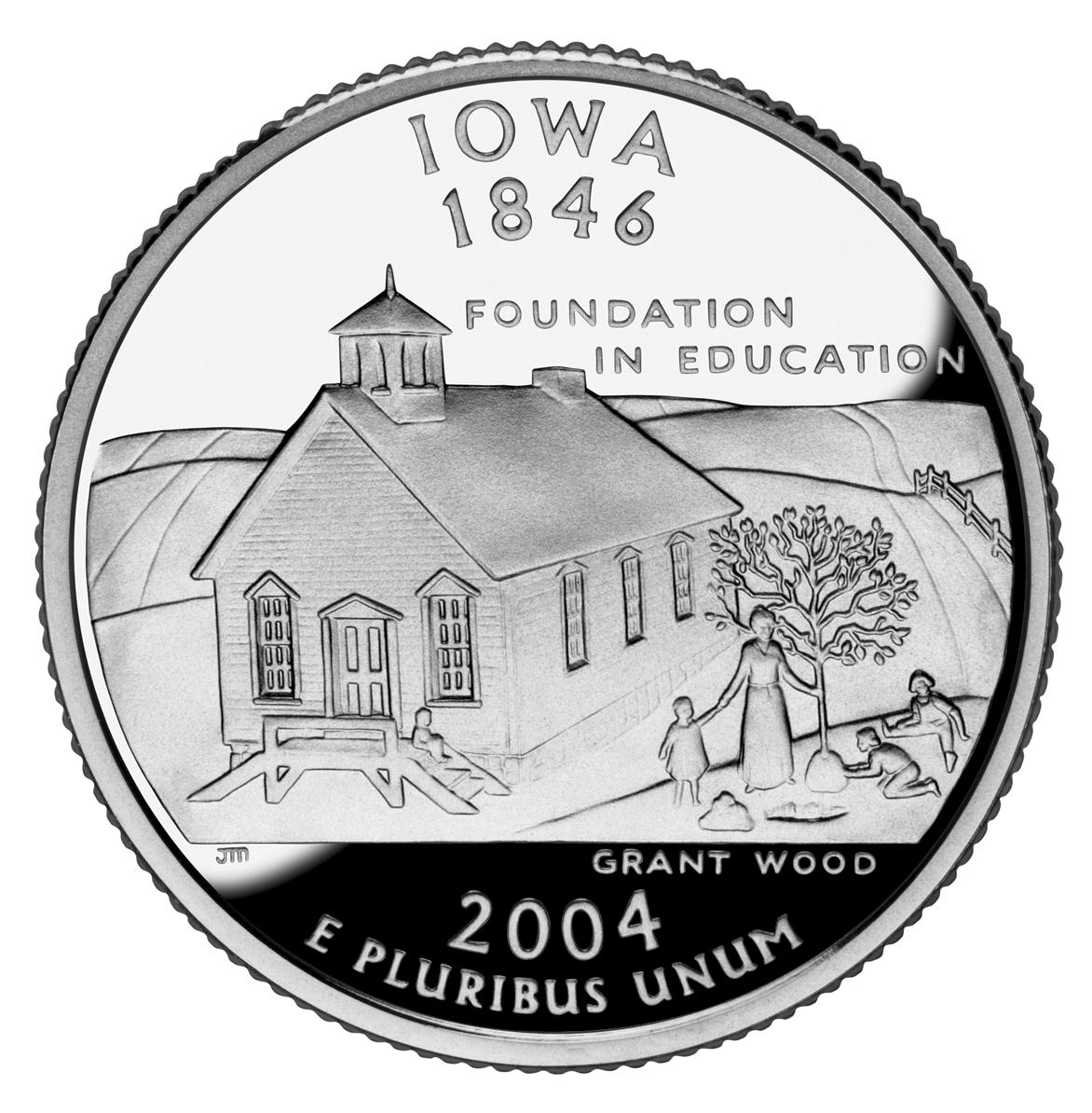
Quart de dòlar de l'estat d'owa encunyat en 2004 en homenatge a Grant Wood. Inclou la representació d'una escola, un professor i estudiants plantant un arbre.

Wood va ser un pintor en actiu des d'una edat extremadament jove fins a la seva mort, i encara que se'l coneix sobretot pels seus quadres, va treballar una àmplia varietat de mitjans, incloent-hi tinta, carbonet, ceràmica, metall, fusta i art trobat.
Al llarg de la seva vida, va utilitzar el seu talent en molts negocis amb seu a Iowa, com una font contínua d'ingressos. Això incloïa la pintura d'anuncis, esbossos d'habitacions d'un dipòsit de cadàvers per a fullets de promoció i, en un cas, dissenyant el decorat temàtic sobre el blat de moro (incloent-hi el llum d'aranya) per al menjador d'un hotel. A més, va fer un viatge el 1928 a Múnic per a supervisar la realització de les vidrieres que havia dissenyat per a l'Edifici Memorial de Veterans de Cedar Rapids.

### Regionalisme

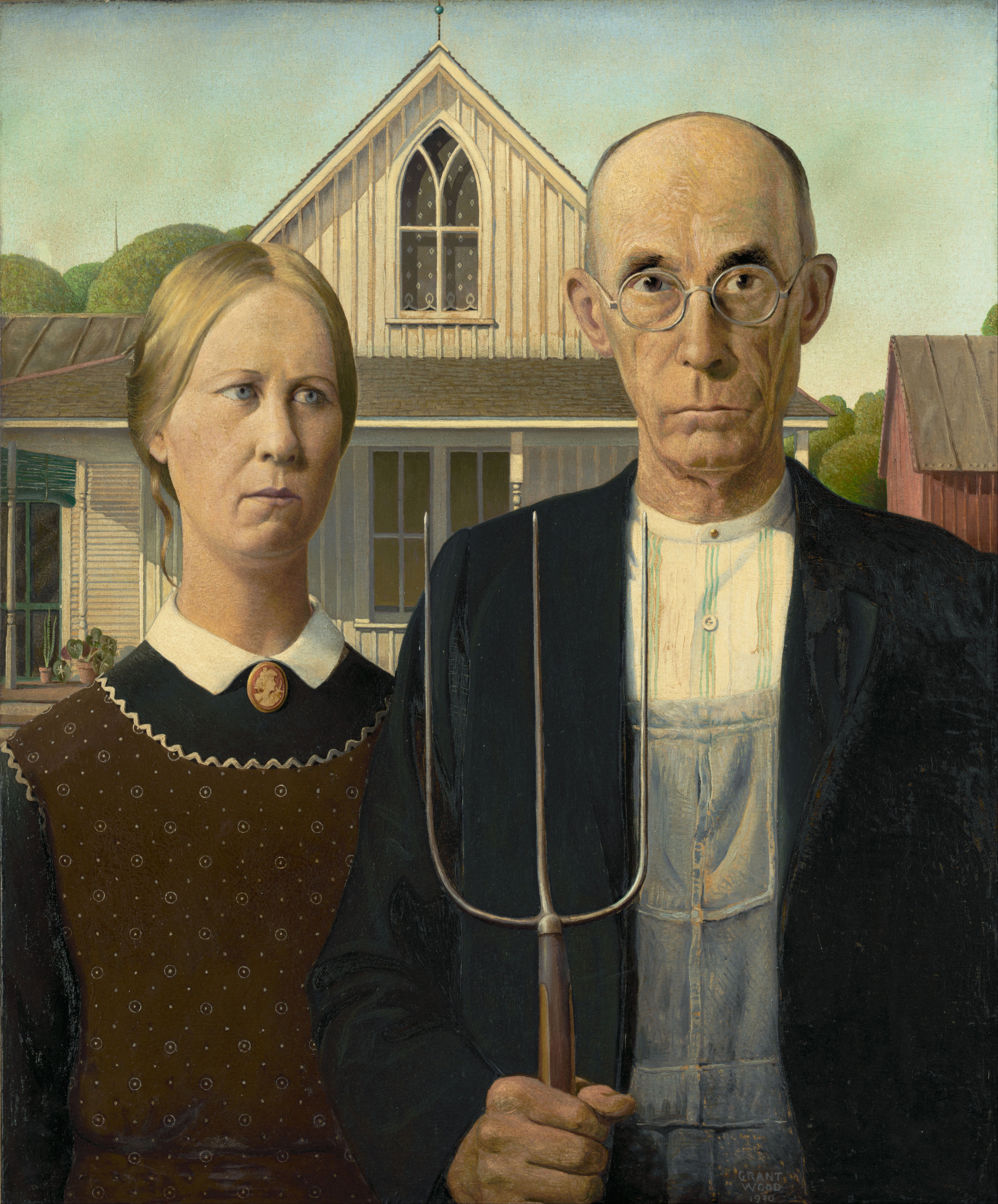
Gòtic americà (títol original en anglès: American Gothic) és una pintura de 1930 de Grant Wood, que es troba a l'Institut d'Art de Chicago.

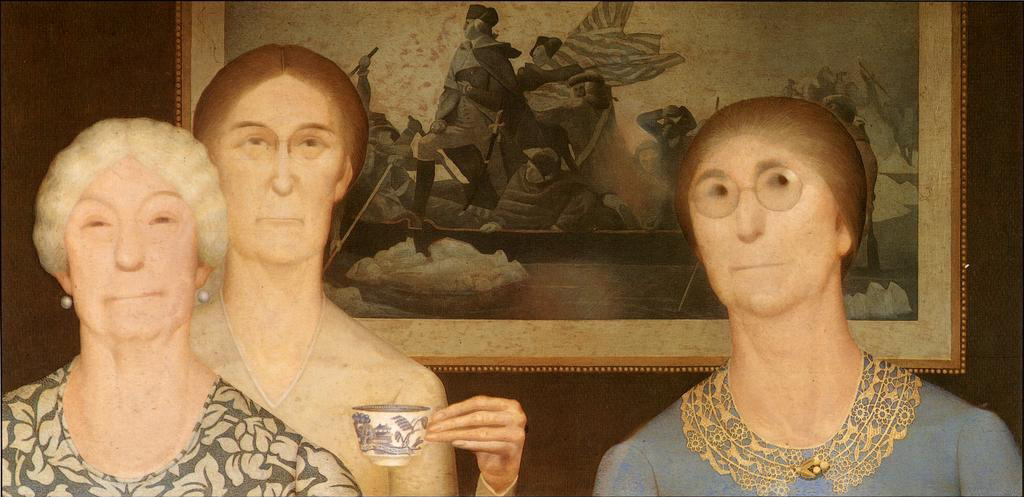
Daughters of Revolution (1932) és una obra que es pot visitar al Museu d'Art de Cincinnati.

Grant Wood es relaciona sobretot amb el moviment estatunidenc del Regionalisme que es va localitzar sobretot al Mitjà Oest del país. Va ser un dels tres artistes que més s'associen amb aquest moviment. Els altres, John Steuart Curri i Thomas Hart Benton, van tornar al Mig Oest als anys 1930 a causa dels ànims que els va donar Wood i l'ajuda amb càrrecs docents locals per a ells en universitats a Wisconsin i Kansas respectivament. Juntament amb Benton, Curri, i altres artistes regionalistes, l'obra de Wood va ser comercialitzada a través de l'Associated American Artists a Nova York durant molts anys.
L'obra més coneguda de Wood és el seu quadre de 1930, Gòtic estatunidenc, una de les imatges més conegudes de l'art estatunidenc del segle xx. El quadre va ser exposat per primera vegada a l'Institut d'Art de Chicago on encara es troba avui dia. Actualment, la pintura és parodiada amb freqüència en la cultura popular, i continua sent un dels exemples més notables del regionalisme. A Wood se'l considera l'artista patró de Cedar Rapids, i un dels seus dissenys es representa en el quart de dòlar (moneda commemorativa) d'Iowa de 2004.
L'any 1940, Wood i vuit artistes americans destacats van ser contractats per documentar i interpretar escenes i personatges dramàtics durant la producció de la pel·lícula El retorn a casa, una adaptació cinematogràfica de les obres de teatre d'Eugene O'Neill.

## Llista d'obres

### Pintures
- Home tacat (Spotted Man, 1924)

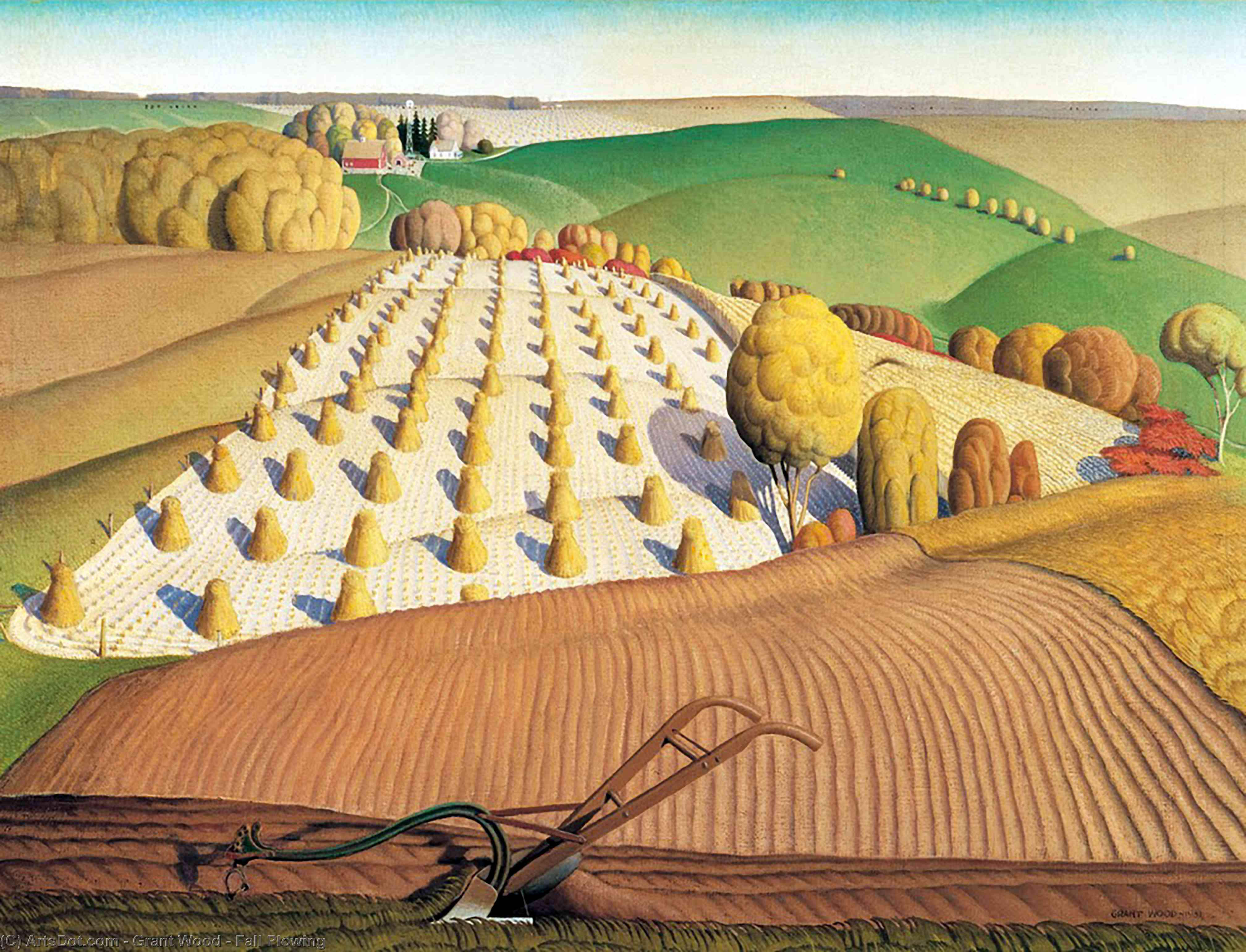
Fall Plowing, Grant Wood

- The Little Chapel Chancelade (1926)
- Dona amb plantes (Woman with Plants, 1929)
- Gòtic americà (American Gothic, 1930)
- Arnold arriba a la majoria d'edat (Arnold Comes of Age, 1930)
- Stone City, Iowa (1930)
- Avaluació (Appraisal, 1931)
- Young Corn (1931)
- Fall Plowing (1931)
- El lloc de naixement d'Herbert Hoover, West Branch, Iowa (The Birthplace of Herbert Hoover, West Branch, Iowa, 1931)
- La cavalcada nocturna de Paul Revere (The Midnight Ride of Paul Revere, 1931)
- Suèter a quadres (Plaid Sweater, 1931)
- Autoretrat (Self-Portrait, 1932)
- Arbor Day (1932)
- Nen munyint la vaca (Boy Milking Cow, 1932)
- Filles de la revolució (Daughters of Revolution, 1932)
- Portrait of Nan (1933)
- Near Sundown (1933)
- Dinner for Threshers (1934)
- Retorn de Bohèmia (Return from Bohemia,1935)
- Death on Ridge Road (1935)
- Spring Turning (1936)
- Seedtime and Harvest (1937)
- Sultry Night (1937)
- Haying (1939)
- New Road (1939)
- La rondalla de Parson Weems (Parson Weems' Fable, 1939)
- Gener (January, 1940)
- Iowa Cornfield (1941)
- Primavera al país (Spring in the Country, 1941)

### Escrits
- Wood, Grant. "Art in the Daily Life of the Child." Rural America, març 1940, 7–9.[23]
- Revolt against the City. Iowa City: Clio Press, 1935.[24]